# Makkum (Bozum)
Makkum is een buurtschap in de gemeente Súdwest-Fryslân, in de Nederlandse provincie Friesland. Makkum ligt tussen Wieuwerd en Bozum. Door de buurtschap loopt de Bozumervaart. De buurtschap ligt aan de weg Makkum, een doodlopende zijweg van de Slachtedijk. Makkum bestaat uit vier boerderijen.
De plaats werd in 1479 vermeld als Mackumma gued en in 1511 als Mackum. De plaats werd later omschreven als Makkum op it lân, wat Makkum op het land betekent. Dit was ter onderscheiding van het dorp Makkum, die ook wel Makkum op it strân (Makkum op het strand) en Makkum oan see (Makkum aan Zee) wordt genoemd.
De plaatsnaam wijst mogelijk naar het feit dat het woonplaats (heem/um) was van de persoon Makke of de familie Makkinge.
Steden: Bolsward · Hindeloopen · IJlst · Sneek · Stavoren · Workum

Dorpen en gehuchten: Abbega · Allingawier · Arum · Blauwhuis · Bozum · Breezanddijk · Britswerd · Burgwerd · Cornwerd · Dedgum · Deersum · Edens · Exmorra · Ferwoude · Folsgare · Gaast · Gaastmeer · Gauw · Goënga · Greonterp · Hartwerd · Heeg · Hemelum · Hennaard · Hichtum · Hidaard · Hieslum · Hommerts · Idsegahuizum · IJsbrechtum · Indijk · It Heidenskip · Itens · Jutrijp · Kimswerd · Kornwerderzand · Koudum · Kubaard · Loënga · Lollum · Longerhouw · Lutkewierum · Makkum · Molkwerum · Nijhuizum · Nijland · Offingawier · Oosterend · Oosterwierum · Oosthem · Oppenhuizen · Oudega · Parrega · Piaam · Pingjum · Poppingawier · Rauwerd · Rien · Roodhuis · Sandfirden · Scharl · Scharnegoutum · Schettens · Schraard · Sijbrandaburen · Terzool · Tirns · Tjalhuizum · Tjerkwerd · Uitwellingerga · Waaxens · Warns · Westhem · Wieuwerd · Witmarsum · Wolsum · Wommels · Wons · Woudsend · Zurich

Buurtschappen: Abbegaasterketting · Anneburen · Arkum · Atzeburen · Baarderburen · Baburen · Bernsterburen · De Bieren · De Blokken · De Hel · De Grits · De Kat · De Klieuw · De Polle · De Wieren · Dijksterburen · Doniaburen · Draaisterhuizen · Driehuizen · Eemswoude · Engwerd · Engwier · Exmorrazijl · Feyteburen · Flansum · Galamadammen · Gooium · Grauwe Kat · Grote Wiske · Grotewierum · Harkezijl · Hayum · Hemert · Hidaarderzijl · Hoekens · Hornsterburen · Idzega · Idserdaburen · Indijk (Bozum) · Jet · Jonkershuizen · Jousterp · Jouswerd · Kampen · Kleine Gaastmeer · Kleine Wiske · Kleiterp · Kooihuizen · Koufurderrige  · Kromwal · Koudehuizum · Laaxum · Laad en Zaad · Lippenwoude · Lytshuizen · Makkum (Bozum) · Meilahuizen · Montsamaburen · Nijeburen · Nijeklooster · Nijezijl · Oosthem (Witmarsum) · Osingahuizen · Piekezijl · Remswerd · Rijtseterp · Scharneburen · Schrok · Sieswerd · Sjungadijk · Smallebrugge · Sotterum · Speers  · Strand · Swaanwerd · Swarte Beien · Tsjerkebuorren · Vierhuizen · Viersprong · Vijfhuis · Vissersburen  · Het Vliet· Westerlittens · Wolsumerketting · Wonneburen · Ypecolsga

 Voormalige buurtschappen: Aaksens · Angterp · De Band · Barsum · De Bird · Bittens · Bloemkamp · Bootland · Bovenburen · Doniawier · Goëngamieden · Hiddum · Houw · Knossens · De Nes · Ottenburen · Sandfirderrijp · Slijp · Spijk · De Weeren 

Friesland: Steden en dorpen      Nederland: Provincies · Gemeenten